# SteamOS
SteamOS est un système d'exploitation fondé sur la distribution Debian, dans sa version 8 (Jessie) à son lancement, puis sur Arch Linux à partir de la version 3.0 (2021). Il est développé par la société Valve Corporation à l'origine de la plateforme de jeu vidéo Steam. Il a été annoncé pour la première fois à la conférence LinuxCon 2013.

Résumé des liens existant entre le Jeu vidéo, le Noyau Linux, la Simple DirectMedia Layer et l'OpenGL.

Dans le cadre de ce projet, Valve a rejoint le 4 décembre 2013 la Fondation Linux .

## Genèse du SteamOS

### Premières annonces
Durant la LinuxCon en 2013, Gabe Newell, le cofondateur de Valve, a déclaré qu'il pensait que « Linux et l'open source étaient le futur du jeu vidéo », en ajoutant que sa compagnie allait aider les développeurs qui voudraient distribuer des jeux compatibles avec Linux, et qu'il ferait une annonce la semaine suivante lié à l'introduction de Linux dans les salons.
À la LinuxCon 2013 à Édimbourg, Linus Torvalds a déclaré : « J’aime les annonces SteamOS » et : « Je pense que c’est une chance qui pourrait vraiment aider Linux sur les ordinateurs de bureau. »
Le 20 septembre 2013, Valve a posté cette phrase « The Steam Universe is Expanding in 2014 » soit « L'univers de Steam s'étend en 2014 ». Il s'agissait d'un teaser pour annoncer l'arrivée de 3 nouveaux périphériques qui allaient aider à l'installation de Steam dans les salons. La première annonce a eu lieu le 23 septembre avec SteamOS. Les autres annonces étaient les Steam Machine et le Steam Controller.
En octobre 2013, Valve a annoncé les Steam Dev Days : une conférence de deux jours où les développeurs de jeux vidéo pouvaient tester et donner leurs impressions sur les Steam Machines. Le même mois, Nvidia a annoncé sa collaboration pour l'implémentation des moteurs propriétaires de Nvidia, tels que PhysX, OptiX et VisualFX. Le mois suivant, Valve a confirmé qu'ils ne feront aucun jeu exclusif pour SteamOS, et qu'ils encourageaient les développeurs à faire de même puisque cela irait contre la philosophie de Steam qui est de vendre des jeux sur toutes les plateformes où se trouvent les joueurs.

### Version bêta et caractéristiques
En décembre 2013, Valve a annoncé la disponibilité d'une version bêta de SteamOS mais a conseillé d'attendre 2014 à moins d'être à l'aise avec les systèmes d'exploitation Linux.
Le nouvel OS est basé sur la version 7.0 de Debian (Wheezy), une version stable sortie le 4 mai 2013, et il est conçu principalement pour jouer à des jeux vidéo. Les utilisateurs auront la possibilité de streamer des jeux depuis leur ordinateur fonctionnant sous Mac ou Windows vers ceux tournant sur SteamOS, ils partageront, en plus, les mêmes règles de partage et de filtrage familiaux que le logiciel Steam. Valve déclare avoir atteint « une hausse significative des performances attendues dans le rendu graphique » grâce à SteamOS. Le système d'exploitation est annoncé comme étant open source; permettant à tout le monde de modifier ou d'adapter le code source.
Conséquence de son orientation exclusivement vidéoludique, SteamOS ne possède pas beaucoup de fonctionnalités, mis à part la navigation sur internet et l'exécution de jeux. Il n'y a pas de logiciel de gestion de fichiers ou d'affichage d'images installé par défaut, mais les utilisateurs peuvent quand même avoir accès à l'environnement de bureau GNOME et installer des logiciels.
Bien que la version bêta de SteamOS ne supporte pas encore de service de streaming, Valve est alors en négociation avec des compagnies comme Spotify ou Netflix pour adapter leur service sur SteamOS. Le système supporte les principaux processeurs graphiques pour PC venant d'Intel, Nvidia ou AMD.
Valve a aussi annoncé qu'ils intégreront des fonctionnalités comme la lecture de film, de musique, ou l’intégration de la télévision avant la sortie officielle du SteamOS.
Les spécifications provisoires du SteamOS sont :
- Un processeur Intel ou AMD avec une architecture 64 bits
- 4 Go ou plus de mémoire vive[11]
- Une carte graphique Nvidia, Intel ou AMD (Radeon 8500 ou plus récente)
- Un disque dur de minimum 200 Go[11]
- Un firmware UEFI est recommandé

## Accueil et performances

### Réactions à la suite de l'annonce de 2013
Après le 23 septembre 2013, beaucoup de développeurs de jeux vidéo ont partagé leur sentiment sur le projet SteamOS. Le créateur de Minecraft, Markus Persson, a décrit le système comme une nouveauté incroyable. D'autres comme le studio DICE, responsable des séries Battlefield, et The Creative Assembly, développeurs de la série Total War, ont annoncé qu'ils porteraient leurs jeux sur Linux et SteamOS. Randy Pitchford, de Gearbox Software, a commenté qu'il faudrait au système une application unique permettant d'attirer des clients et donc des développeurs.

### Performances et premiers avis sur la version bêta
En décembre 2013, Phoronix a comparé 3 cartes graphiques sur SteamOS et Windows 8.1. Cette comparaison a montré que SteamOS pouvait offrir des performances similaires avec les drivers propriétaires de Nvidia.
En janvier 2014, GameSpot a comparé les performances de jeux tournant sur du matériel identique, et avec les mêmes paramètres. Avec les cartes graphiques AMD, ils ont trouvé que Dota 2, Left 4 Dead 2 et Metro: Last Light tournaient avec une moyenne de IPS inférieure. Left 4 Dead 2 souffrait aussi de quelques problèmes de compatibilité avec les drivers Linux pour les cartes AMD. Avec des cartes graphiques Nvidia, Left 4 dead 2 et Metro: Last Light tournaient avec une moyenne d'images par seconde plus élevée sur SteamOS que sur Windows. Dota 2 affichait les mêmes performances sur les deux plateformes. Les temps de chargement étaient plus longs sur Left 4 Dead 2 et Metro: Last Light par rapport à Windows.
En parallèle à ces premiers essais, la bêta du SteamOS a reçu des avis partagés dans les « tests ». Dans TechRadar, Henry Winchester a apprécié la facilité de navigation dans l'interface et y a vu un futur potentiel, tout en critiquant la difficulté de l'installation, et le manque de fonction spéciale comparé au logiciel Steam. Thomas Morgan, du site Eurogamer, n'a pas rencontré de problème d'installation, mais s'est plaint du manque de détection des résolutions disponibles en sortie vidéo et audio. Il a aussi critiqué le manque de jeux disponibles nativement sur le système. Il a aussi trouvé l'interface bien conçue et l'a considérée comme un bon point de départ.
En mai 2015, parmi les joueurs de Steam, moins de 1 % utilisent SteamOS ou une autre version de Linux.

## Versions et suivi

### Version 2.0
En juin 2015 Valve sort la version 2.0 de SteamOS, qui est basée sur « Jessie », la version 8.0 de Debian qui est sortie le 25 avril 2015. Bien qu'étant une distribution Linux, SteamOS n'est pas complètement open source. En effet, de nombreux composants du système restent « fermés », comme les pilotes des cartes graphiques ou le client Steam.
En mars 2016, les spécifications nécessaires pour faire fonctionner SteamOS sont : 
- Un processeur Intel ou AMD avec une architecture x86_64
- 4 Go ou plus de Mémoire vive
- Une Carte graphique Nvidia, Intel ou AMD compatible avec la version 11 de DirectX ou une version plus récente. Suivant les constructeurs, cela correspond soit à une GeForce GTX400 ou plus récent, soit à une Radeon HD 5000 ou plus récente soit à un Processeur Graphique Intégré (IGP) Intel de la série Ivy Bridge (Core de 3e génération)[9]
- Un disque dur de minimum 200 Go
- Un Firmware UEFI (recommandé)
- un port USB pour l'installation
- une connexion Internet stable, utilisée pour finir l'installation de l'OS et assurer le bon fonctionnement du client Steam intégré à SteamOS[9].

Ces spécifications sont très proches des spécifications provisoires annoncées en 2013, les changements étant principalement dus à des mises à jour du système et à la sortie de la version 2.0 de SteamOS.

#### Installation et fonctionnalités
L'installation de SteamOS 2.0 nécessite une clef USB formatée en FAT32, sur laquelle on copie les fichiers d'installation depuis le site officiel de SteamOS, puis le programme recommande un formatage complet du disque dur avant de débuter l'installation proprement dite. D'après la rédaction de Canard PC hardware, l'installation de SteamOS n'est « ni plus simple, ni plus compliquée que celle d'un Windows récent ».
Concernant les diverses fonctionnalités promises, le streaming est opérationnel, mais c'est une fonction disponible pour toutes les versions du client Steam et non pas une exclusivité de SteamOS. Pour les films et la musique, après avoir commencé à y réfléchir en 2014, et fait un premier essai en 2015 avec les films Mad Max, Valve a finalement implémenté la VOD en 2016, et développe son offre multimédia depuis cette date. Par contre, tout comme pour le streaming, cette fonction n'est pas une exclusivité SteamOS.
Pour ce qui est des jeux, la remarque qu'avait fait Thomas Morgan en 2014 est toujours valable, car le manque de jeux disponibles nativement sur SteamOS par rapport aux autres systèmes d'exploitation est toujours flagrant. Ainsi, au mois de juillet 2017, il n'existe que 7 684 jeux compatibles Linux/SteamOS sur le Steam Store, contre 11 855 jeux compatibles Mac OS X et 31 560 jeux compatibles Windows. Il faut toutefois noter que parmi les 31 560 jeux compatibles Windows, il y a un grand nombre de petites productions et de jeux amateurs qui existent grâce à la rubrique « Steam Greenlight », rubrique qui n'a pas son équivalent pour Linux. Il est difficile de juger du nombre exact de jeux compatibles Windows disponible si on met de côté les productions passées par Greenlight, mais dans tous les cas, ils restent bien plus nombreux que ceux compatibles Linux. Cependant, le nombre de jeux compatibles augmente en permanence et certains titres anciens sont parfois mis à jour pour devenir compatibles avec Linux et donc SteamOS. Malgré tout, SteamOS ne permet pas de jouer avec la plus grande partie des grosses productions vidéoludiques sorties ces dernières années. Le streaming permet de contourner en partie ce manque de jeu, en permettant de jouer depuis une machine tournant sous SteamOS à un jeu lancé depuis une machine tournant sous Windows ; mais cette solution reste tributaire de la stabilité de la connexion Internet utilisée.

#### Les performances
En mars 2016, la rédaction de Canard PC hardware a réalisé un comparatif entre Windows et SteamOS en utilisant le jeu Middle-Earth : Shadow of Mordor. Ce jeu a été utilisé, car c'est un des rares qui intègre un test de performance à la fois dans sa version Windows et dans sa version Linux. Pour chaque test, la configuration utilisée est la même, avec comme GPU une GeForce GTX 780 et le niveau de détail graphique du jeu est à chaque fois réglé au niveau maximum ; seul l’OS change. Le résultat du comparatif est le suivant :
Version Windows :
- nombre moyen d’images par seconde : 34,73
- nombre maximum d’images par seconde : 45,41
- nombre minimum d’images par seconde : 20,26

Version SteamOS :
- nombre moyen d’images par seconde : 19,24
- nombre maximum d’images par seconde : 40,96
- nombre minimum d’images par seconde : 10,14

En diminuant le niveau de détail graphique, le nombre moyen d’images par seconde passe à 58 sous Windows contre 33 sous SteamOS.
Ce comparatif a été renouvelé avec plusieurs jeux, dans les mêmes conditions et à quasiment à chaque fois, les jeux tournent de manière plus fluide et moins saccadée sous Windows que sous SteamOS.
Le cas de Middle-Earth : Shadow of Mordor permet aussi de mettre en avant un autre problème rencontré sur SteamOS : le soin porté aux conversions Linux des jeux créés à l’origine pour Windows. En effet, il ne s'agit pas d'un jeu qui a été refait sous OpenGL, mais de la version Windows à laquelle a été rajouté une sur-couche logicielle traduisant les appels D3D vers OpenGL, ce qui est une solution coûteuse en termes de temps de calcul. Les performances des jeux dépendent donc en partie du soin apporté à cette « couche » additionnelle par les sociétés assurant les portages. Ainsi, La version Linux/SteamOS de The Witcher 2 a été portée grâce à eON, système développé par la société Virtual Programming, et cette version ne montre quasiment pas de différences de performances avec la version Windows.
Il existe également de rares cas de jeux Windows réécrits entièrement en OpenGL, comme Dota 2 Reborn qui affichent des performances plus élevées que la version Windows.
Le 16 février 2016, le consortium Khronos Group sort une nouvelle API graphique nommée Vulkan. Il s'agit d'une évolution d’OpenGL visant à offrir aux pilotes graphiques des divers constructeurs une relation plus directe au GPU et à sa mémoire ; ceci afin d’améliorer les performances du matériel. Très vite, cette nouvelle API est utilisée par certains moteurs de jeu comme Unity ou l'Unreal Engine et quelques jeux, comme The Talos Principle ou Serious Sam 3. Ces versions montrent un gain de performances comparées à la version OpenGL. SteamOS 2.0 ayant des pilotes compatibles avec Vulkan, l'OS tire profit des améliorations amenées par cette API.

### Version 3.0
Le 15 juillet 2021, Valve dévoile le Steam Deck, une nouvelle console portable dont la sortie est prévue pour décembre 2021 aux États-Unis, au Canada, dans l'Union européenne et au Royaume-Uni. Le Deck utilise une nouvelle version de SteamOS basée sur Arch Linux, qui inclut la prise en charge de Proton, une couche de compatibilité permettant de jouer à la plupart des jeux développés pour Microsoft Windows. Cette version devient officiellement la 3.0 de SteamOS, par suite de l'abandon du développement de celle qui devait être basée sur Debian 9.

## Versions
| Version              | Nom de code | Distribution de base | Notes |
| -------------------- | ----------- | -------------------- | --- |
| SteamOS 1.0          | alchemist   | Debian 7 (Wheezy)    | |
| SteamOS 2.0          | brewmaster  | Debian 8 (Jessie)    | Changements majeurs par rapport à SteamOS 1.0 : - Mise à jour de la pile graphique et de divers pilotes tiers - Mise à jour du noyau qui suit la version 4.1 LTS du noyau Linux - Compositeur graphique personnalisé - Mise à jour automatique à partir des dépôts Valve SteamOS |
| SteamOS 3.0 (Annulé) | clockwerk   | Debian 9 (Stretch)   | Annulée |
| SteamOS 3.0          | Holo,       | Arch Linux           | Disponible uniquement comme OS pour le Steam Deck. Inclut la couche de compatibilité Windows Proton. |